# Знамя Коммунизма (хутор)
Зна́мя Коммуни́зма — хутор в Кущёвском районе Краснодарского края.
Входит в состав Первомайского сельского поселения.

## География
Хутор расположен в северной части Приазово-Кубанской равнины.

## Население
| 2002 | 2010 |
| ---- | ---- |
| 713  | ↗776 |

## Улицы
| - ул. Береговая, - ул. Новая, | - ул. Образцовая, - пр-д Первый. |